# Меибомске жлезде
Меибомске жлезде (такође назване као тарзалне жлезде, палпебралне жлезде и тарзокоњунктивалне жлезде) су лојне жлезде дуж ивица очног капка унутар тарзалне плоче. Они производе меибум, масну супстанцу која спречава испаравање сузног филма ока. Меибум такоже спречава да се сузе излију по образу, јер их држи заробљене између науљене ивице и очне јабучице и тако чини затворене очне капке непропусним. На горњем капку има око 25 таквих жлезда, а на доњем 20.
Верује се да су дисфункционалне меибомске жлезде најчешћи узрок сувих очију а и узрок задњег блефаритиса.

## Историја
Меибомске жлезде први је помињао Гален око 200. нове ере, а детаљније их је описао Хајнрих Мајбом (1638–1700), немачки лекар, у свом делу De Vasis Palpebrarum Novis Epistola из 1666. године. У овом делу он је приказао  цртеж са основним карактеристике жлезда.

## Анатомија
Иако горњи очни капак има већи број и запремину меибомских жлезда од доњег, не постоји консензус да ли он више доприноси стабилности сузног филма. 
Жлезде немају директан контакт са фоликулима трепавица, док процес трептања капака ослобађа меибум у ивицу очног капака.

## Функција

### Меибум
Термин "меибум" су првобитно увели Николаидес и сарадници. 1981. године. Липиди су главне компоненте меибума (који су познате и као "секрети меибомске жлезде"). 
Липиди
Биохемијски састав меибума је изузетно сложен и веома се разликује од себума. Липиди су универзално признати као главне компоненте људског и животињског меибума.
Тренутно, најосетљивији и најинформативнији приступ липидомској анализи меибума је масена спектрометрија, било са директном инфузијом или у комбинацији са течном хроматографијом.
Липиди су главна компонента липидног слоја сузног филма, који спречавају  брзо испаравање суза и верује се да снижавају површински напон што помаже у стабилизацији сузног филма.
Протеини
Код људи, више од 90 различитих протеина је идентификовано у секретима меибомске жлезде.

## Клинички значај
Дисфункционалне меибомске жлезде често узрокују: суве очи (једно од чешћих стања ока) и могу допринети појави блефаритиса. Запаљење меибомских жлезда (такође познато као меибомитис, заправо је  дисфункција меибомске жлезде или задњи блефаритис) узрокован опструкцијом жлезда густим, замућеним до жутим, непрозирнијим и вискознијим, масним и воштаним секретима, што је промена у односу на нормални бистри секрет жлезда.
Осим што доводе до сувих очију, опструкције могу бити деградиране бактеријским липазама, што доводи до стварања слободних масних киселина, које иритирају очи и понекад узрокују пунктатну кератопатију.
Дисфункција меибомске жлезде се чешће јавља код жена и сматра се главним узроком болести сувог ока. Фактори који доприносе дисфункцији меибомске жлезде могу укључивати факторе ризика као што су старост особе и/или дисбаланса хормона или тешка инфестација грињама Демодек бревис.
Дисфункција меибомске жлезде може бити узрокована и неким лековима на рецепт, посебно изотретиноином. 
Блокирана меибомска жлезда може изазвати и настанак халациона (или "меибомске цисте") у очном капку.